# Pascal Jules
Pascal Jules (La Garenne-Colombes, 22 de julio de 1961 - Bernay, 25 de octubre de 1987) fue un ciclista francés, que fue profesional entre 1982 y el momento de su muerte, producida en un accidente de tráfico. 
Después de una brillante carrera amateur, como profesional destaca una victoria de etapa al Tour de Francia de 1984 y ganador clasificación de los sprints especiales en la Vuelta ciclista a España 1986.

## Palmarés
- 1982
  - 1º en el Premio de Fontenay-sueldos-Bois
  - Vencedor de una etapa en el Critérium del Dauphiné Libéré
  - Vencedor de una etapa en la Vuelta en Luxemburgo
  - Vencedor de una etapa en el Tour del Porvenir
  - Vencedor de una etapa en la Étoile des Espoirs
- 1983
  - 1º en el Tour del Oise y vencedor de una etapa
  - 1º en el Circuito de la Sarthe y vencedor de una etapa
  - Vencedor de una etapa del Tour de Armor
- 1984 
  - 1º en el Premio de Château-Chinon
  - 1º en la Ronde des Pyrénées
  - 1º en el Gran Premio de Saint-Raphaël
  - Vencedor de una etapa en el Tour de Francia
  - Vencedor de una etapa en el Tour de Midi-Pyrénées
- 1985 
  - 1º en el Circuito de la Sarthe
- 1986 
  - Vencedor de una etapa en el Tour del Porvenir
  - Ganador clasificación de los sprints especiales en la Vuelta a España
- 1987 
  - Vencedor de una etapa en la Vuelta en Andalucía

### Resultados al Tour de Francia
- 1983. 61.º de la clasificación general
- 1984. 21º de la clasificación general. Vencedor de una etapa
- 1986. Abandona (1ª etapa)
- 1987. 114.º de la clasificación general

### Resultados al Giro de Italia
- 1985. 85.º de la clasificación general

### Resultados a la Vuelta a España
- 1986. 87.º de la clasificación general